# Isla de Lobos

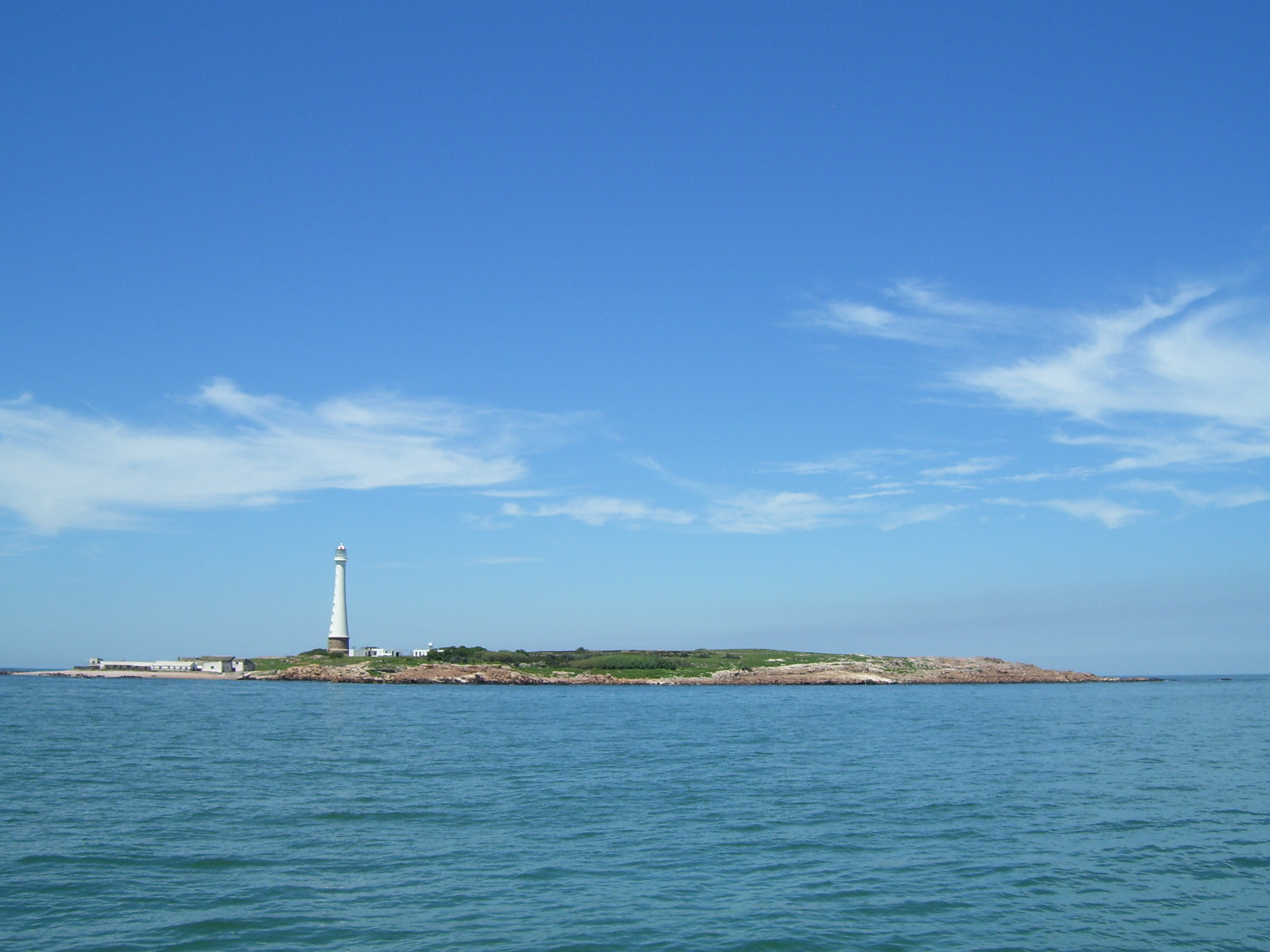
Vista da Ilha.

A Isla de Lobos é uma pequena ilha localizada a uns 8 km do sudeste de Punta del Este (Uruguai).

## Geografia
Trata-se de um afloramento de rochas que é uma continuação da Cordilheira Grande ou coxilha grande (oriental), localizada nas coordenadas 35°03′01″S 54°52′27″O, numa zona do Oceano Atlântico quase na entrada da desembocadura (limite exterior) do estuário do Rio da Prata. Administrativamente pertence à jurisdição do departamento de Maldonado, e se constitui uma Reserva Natural. Está próxima ao noroeste da Isla Gorriti, de dimensão menor. A ilha é o ponto mais meridional pertencente ao Uruguai, enquanto Punta del Este é o ponto mais meridional do território continental do país.

Possui uma área de 41 hectares, 1,2 km de comprimento e 816 m de largura. É uma formação rochosa escarpada, com 26 m no topo da sua mais proeminente. Suas margens são baixas falésias de areia e praias de calhau. Possui nascentes de água fresca e pouca vegetação, principalmente grama, calagualas e juncos. Quase toda a área central constitui um grande planalto coberto por uma fina camada de solo. A cerca de 880 m da ilha, há uma ilhota de 240 por 160 metros.

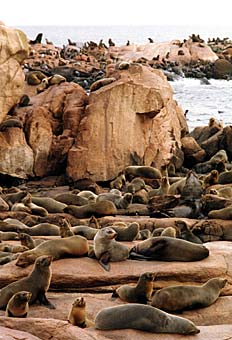
Lobos marinhos de dois pelos.

Foi explorada como colônia de lobos-marinhos até 1992 quando, em critérios ecológicos, foi parada a matança. Agora é uma reserva natural que integra o Parque Nacional de Ilhas Costeiras gerido pelo Ministério da Pecuária, Agricultura e Pesca do Uruguai através da Direção Geral dos Recursos Naturais Renováveis e da Direção Nacional de Recursos Aquáticos.

## História
Foi descoberta pelo navegador espanhol Juan Díaz de Solís em 1516 e foi denominada "San Sebastián de Cádiz"; posteriormente, em 1527 fora visitada pelo navegador Veneziano Sebastián Gaboto em sua expedição do Rio da Prata ao Rio Paraná. Em 1528, Diego García de Moguer navegou pela região e a nomeou como a "Isla de los Pargos".
Em 1906 o governo uruguaio erigiu um farol sobre a ilha. Com 59 metros acima do nível do mar, é considerado uns dos faróis mais altos do mundo. Do seu balcão exterior, ao interior do farol, é necessária uma prévia autorização ao acesso do mesmo. Através de seus 240 degraus pode observar-se uma vista panorâmica da ilha e da costa da península de Punta del Este.

## Fauna
A Ilha dos Lobos é uma Reserva Natural devido ao tipo de local ao qual ela se encontra. Para ter uma ideia, a ilha possui a maior colônia de lobos-marinhos do hemisfério ocidental e de todas as Américas: No ano de 2005 contabilizaram-se uma população de 15 000 leões e 250 000 lobos marinhos. 
Forma parte do "Parque Nacional das Ilhas Costeiras", que é administrado pelo Ministério da Agricultura e Pesca do Uruguai.

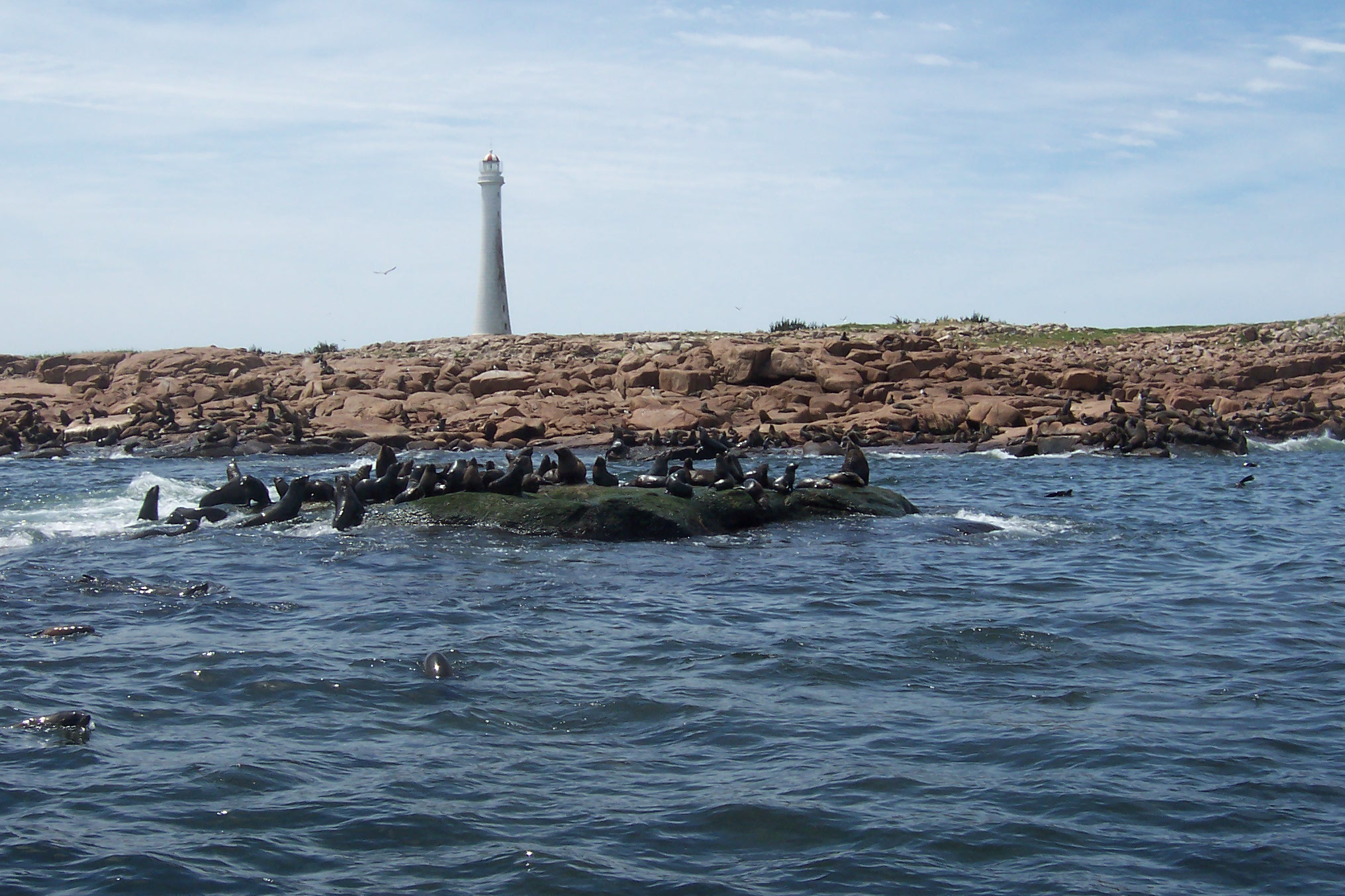
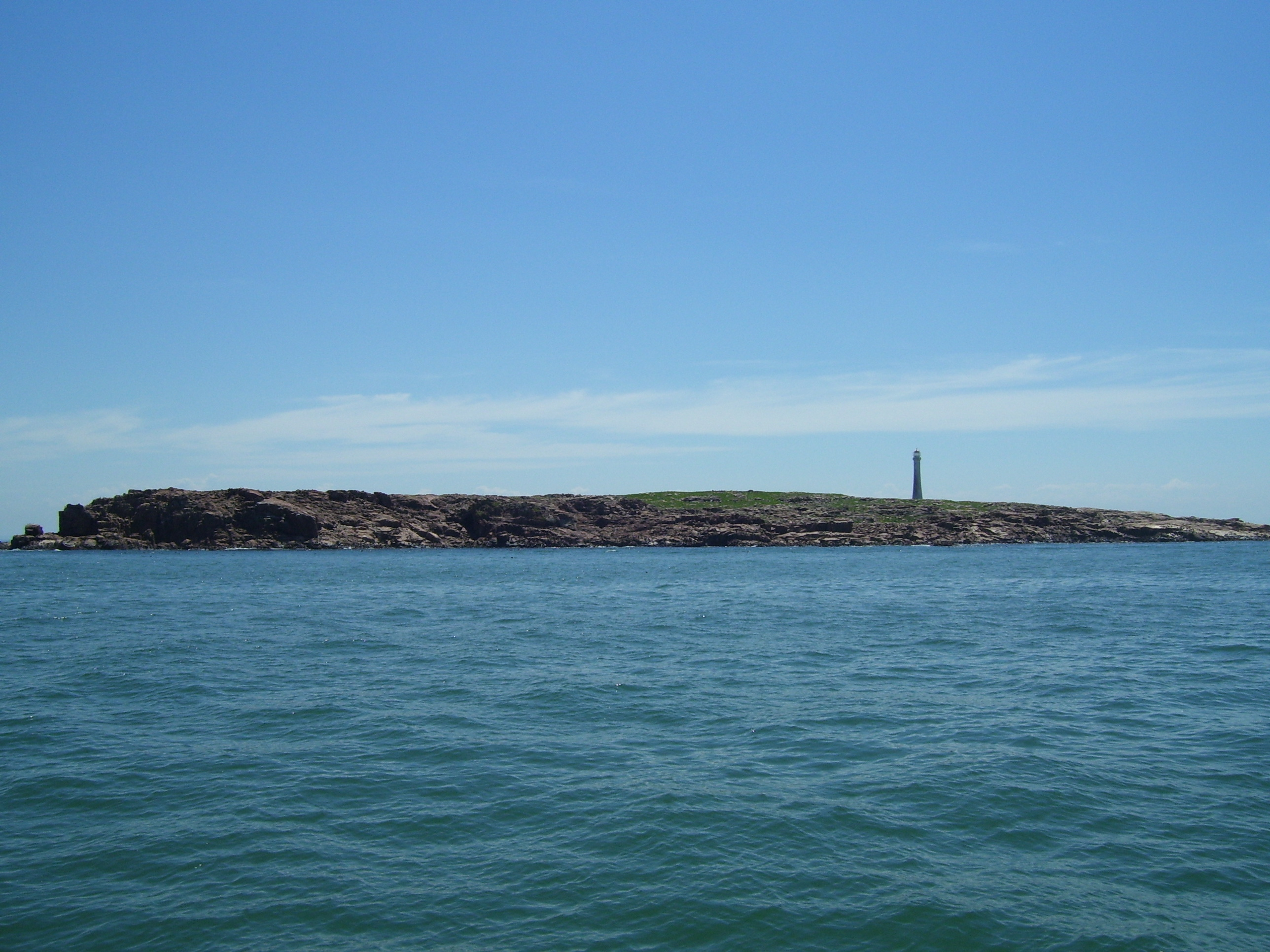
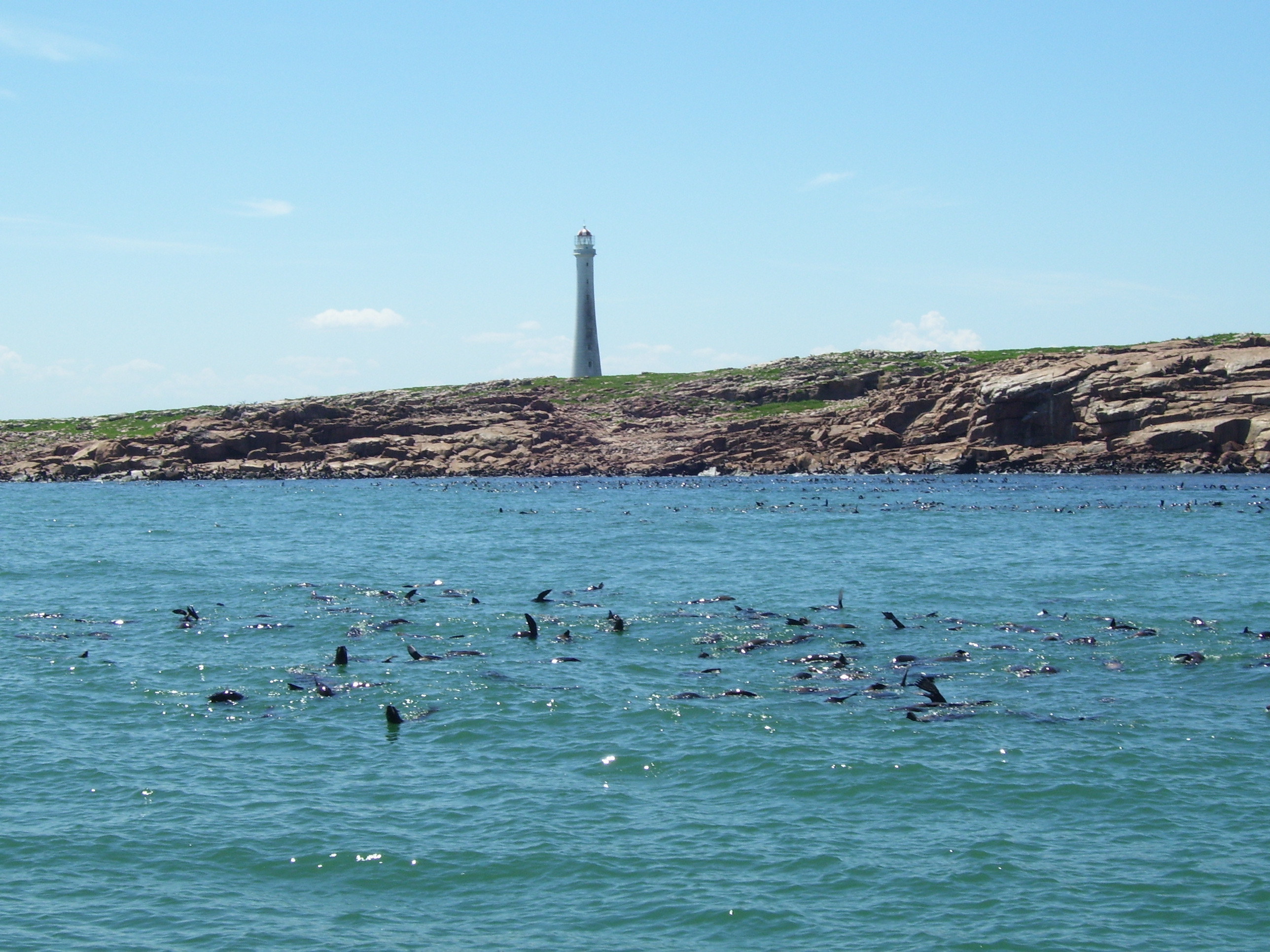